# Фаустин и Иовита
Фаусти́н и Иови́та (итал. Faustino e Giovita; ум. в 120 году) — мученики из Брешии. День памяти — 15 февраля.

## Житие
Святые Фаустин и Иовита, братья, происходившие из благородной семьи, родились в Брешии. Согласно местному преданию они без страха проповедовали христову веру. Это привело в негодование власти, их мучили и в назидание возили в Милан, Рим и Неаполь, а затем вернули в Брешию. Ни пытки, ни угрозы не смогли сломить крепость их веры, и император Адриан, по случаю проезжавший через Брешию, повелел их обезглавить.

## Прославление
Святые Фаустин и Иовита почитаются покровителями Брешии. Считается, что в этом городе, так же как в Риме и Болонье, находятся их святые мощи.

## День святого Фаустина
Начиная с 2002 года в массовой культуре, сначала в Италии, затем в других странах Европы, зарождается традиция 15 февраля отмечать День святого Фаустина как покровителя одиноких. Появившись первоначально как альтернатива празднованию Дня святого Валентина, со временем праздник обрёл самостоятельные традиции. 15 февраля в Риме в распоряжении одиноких целый гастрономический квартал столицы — Трастевере. У холостяков есть своя ассоциация в Италии — «Жизнь в одиночку».
Меж тем называть этот день праздником холостяков не совсем верно, так как по преданию святой Фаустин оберегает и направляет жизни одиноких людей, помогая им найти родственную душу. Таким образом, основная идея праздника — не радость жизни в одиночестве, а прославление любви как главного счастья, которое стоит искать. Отмечавшие 14 февраля праздник влюбленные пары также присоединяются к торжествам, благодаря Святого Фаустина за помощь в обретении половинки.

## В астрономии
В честь Иовиты назван астероид (921) Иовита, открытый в 1919 году.

## Источник
- Calendarium Romanum, Libreria Editrice Vaticana (1969), стр. 117